# Bohartia tenuis
Bohartia tenuis är en tvåvingeart som beskrevs av Adisoemarto och Wood 1975. Bohartia tenuis ingår i släktet Bohartia och familjen rovflugor.
Artens utbredningsområde är Arizona. Inga underarter finns listade i Catalogue of Life.